# 小行星20461
小行星20461是一顆「達摩克型」小行星，於1999年被發現。它的軌道頗為特別，其公轉方向與大型行星相反，因此便把它命名為「迪爾雷札」（Dioretsa），即“Asteroid”（小行星）一詞的逆寫，代表它以相反方向公轉。中华人民共和国全国科学技术名词审定委员会于2017年11月召开会议时经投票，建议将其中文译名定为“逆名星”。
除了逆向軌道外，小行星20461的軌道極為橢圓，與彗星相似，其近遠日點分別為2.4 AU和45.3 AU，因此有說法指這顆小行星可能來自奧爾特雲。